# Euphorbia schlechteri
Euphorbia schlechteri är en törelväxtart som beskrevs av Ferdinand Albin Pax. Euphorbia schlechteri ingår i släktet törlar, och familjen törelväxter.
Artens utbredningsområde är Moçambique. Inga underarter finns listade i Catalogue of Life.